# (6875) Golgi
Pour les articles homonymes, voir Golgi.
(6875) Golgi est un astéroïde de la ceinture principale.

## Description
(6875) Golgi est un astéroïde de la ceinture principale d'astéroïdes. Il fut découvert le 4 juillet 1994 à l'observatoire Palomar par Eleanor Francis Helin. Il présente une orbite caractérisée par un demi-grand axe de 2,16 UA, une excentricité de 0,19 et une inclinaison de 4,0° par rapport à l'écliptique.
Il est nommé d'après le médecin et biologiste italien Camillo Golgi.